# Incognito (album de Céline Dion)
Pour les articles homonymes, voir Incognito.
Albums de Céline Dion
Les Chansons en or
(1986) The Best of
(1988)
Singles
1. Incognito
Sortie : avril 1987
2. Lolita (trop jeune pour aimer)
Sortie : mai 1987
3. On traverse un miroir
Sortie : septembre 1987
4. Partout je te vois
Sortie : janvier 1988
5. Jour de fièvre
Sortie : 6 mai 1988
6. D’abord  c’est quoi l’amour
Sortie : juin 1988
7. Délivre-moi
Sortie : octobre 1988
8. Comme un cœur froid
Sortie : 1988

Incognito est le neuvième album de Céline Dion, sorti le 2 avril 1987 au Québec et en 1988 en France.

## Historique
À l'approche du vingtième anniversaire de Céline Dion, la chanteuse décide de briser son image de petite fille modèle adoptant une nouvelle apparence, et servie par une production pop de haut niveau. La plupart des chansons sont d'Eddy Marnay et deux chansons ont été écrites par Luc Plamondon.
Incognito est lancé dans la discothèque la plus branchée de Montréal où Céline Dion fait sa première apparition médiatisée depuis près d'un an et demi. Le 27 septembre 1987, une émission télévisée spéciale d'une heure est diffusée pour la première fois sur les ondes de Radio-Canada.
Dans un premier temps, le public est un peu dérouté de ce changement de direction.
Produit par Aldo Nova, Pierre Bazinet et Jean-Alain Roussel (qui avait travaillé avec Joan Armatrading, Olivia Newton-John, Cat Stevens, Elkie Brooks, etc.), Incognito est le premier album à sortir pour la maison de disque CBS et en différentes versions dans différents pays : il existe deux versions françaises, l'une sortie en 1988 et l'autre, identique à la version standard, en 1992. La version française de 1988 inclut les titres : Ne partez pas sans moi, titre qui remporte le concours Eurovision de la chanson en 1988 et Ma chambre, publié au Canada sur la face B d'un single. En 1992, la version québécoise de l'album est éditée en France avec une nouvelle pochette. Lorsque Céline Dion devient une vedette internationale, l'album est réédité dans le reste du monde.
Alors que le single Incognito sort en Europe francophone, le Québec en diffuse beaucoup d'autres. La troisième tournée de l'artiste, nommée Tournée Incognito, comprenant 42 soirées consécutives au théâtre Saint-Denis à Montréal, remporte en 1988 un Félix. Céline Dion est nommée pour quatre Félix.
L'album s'est vendu à 200 000 exemplaires au Canada (double disque de platine) et 500 000 dans le monde,.
Six singles se sont classés dans les cinq premières places des classements canadiens  : On traverse un miroir (2e), Incognito (n°1), Lolita (n°1), Comme un cœur froid (n°1), Délivre-moi (4e place) et D'abord, c'est quoi l'amour ? (n°1).
Jours de fièvre sort en single au Danemark. Des clips sont tournés : il s'agit des titres Incognito, Lolita et Délivre-moi.
Céline Dion a enregistré une version en anglais de Partout je te vois, Have a Heart, sur l'album Unison en 1990.
Le 11 novembre 1995 en Belgique francophone, Incognito atteint la 65e place des classements huit ans après la sortie de l'album.

## Liste des titres
| 1. | Incognito                      | Luc Plamondon, Jean-Alain Roussel           | 4:39 |
| 2. | Lolita (trop jeune pour aimer) | Luc Plamondon, Daniel Lavoie                | 4:19 |
| 3. | On traverse un miroir          | Isa Minoke, Robert Lafond                   | 4:40 |
| 4. | Partout je te vois             | Eddy Marnay, Aldo Nova                      | 4:09 |
| 5. | Jours de fièvre                | Marnay, Roussel                             | 5:13 |
| 6. | D'abord, c'est quoi l'amour?   | Marnay, Steven Tracey                       | 4:24 |
| 7. | Délivre-moi                    | Marnay, Elizabeth Daily, Harold Faltermeyer | 4:19 |
| 8. | Comme un cœur froid            | Marnay, Roussel                             | 5:13 |

| 1. | Incognito                      | Plamondon, Roussel                  | 4:39 |
| 2. | Lolita (trop jeune pour aimer) | Plamondon, Lavoie                   | 4:19 |
| 3. | On traverse un miroir          | Minoke, Lafond                      | 4:40 |
| 4. | Ma chambre                     | Jean-Pierre Ferland, Daniel Mercure | 4:14 |
| 5. | Jours de fièvre                | Marnay, Roussel                     | 5:13 |
| 6. | D'abord, c'est quoi l'amour?   | Marnay, Tracey                      | 4:24 |
| 7. | Ne partez pas sans moi         | Nella Martinetti, Atilla Şereftuğ   | 3:07 |
| 8. | Comme un cœur froid            | Marnay, Roussel                     | 5:13 |

## Distribution
| Pays   | Date         | Label                | Format   | Catalogue |
| ------ | ------------ | -------------------- | -------- | --------- |
| Canada | 2 avril 1987 | CBS, Columbia        | CD       | WCK 80119 |
| Canada | 2 avril 1987 | CBS, Columbia        | Disque   | PFC 80119 |
| Canada | 2 avril 1987 | CBS, Columbia        | Cassette | WCT 80119 |
| France | 1988         | Carrère              | CD       | 96600     |
| France | 1988         | Carrère              | Disque   | 66600     |
| France | 1988         | Carrère              | Cassette | 76600     |
| France | 1992         | Sony Music, Columbia | CD       | 472682 2  |
| France | 1992         | Sony Music, Columbia | Cassette | 472682 4  |

## Classements
| Pays          | Meilleure position | Certification | Vente   |
| ------------- | ------------------ | ------------- | ------- |
| Belgique (Fr) | 65                 | —             | —       |
| Canada        | —                  | 2 × Platine   | 200 000 |
| États-Unis    | —                  | —             | 10 000  |

## Récompenses
| Année | Gala                              | Récompenses                                            |
| ----- | --------------------------------- | ------------------------------------------------------ |
| 1988  | prix Félix                        | Chanson populaire de l'année pour Incognito            |
| 1988  | prix Félix                        | Interprète féminine de l'année                         |
| 1988  | prix Félix                        | Meilleure performance sur scène                        |
| 1988  | prix Félix                        | Artiste québécois s'étant le plus illustré hors Québec |
| 1988  | Concours Eurovision de la chanson | Grand Prix – Ne partez pas sans moi                    |
| 1988  | MetroStar Award                   | Jeune artiste de l'année                               |